# 쿤밍견

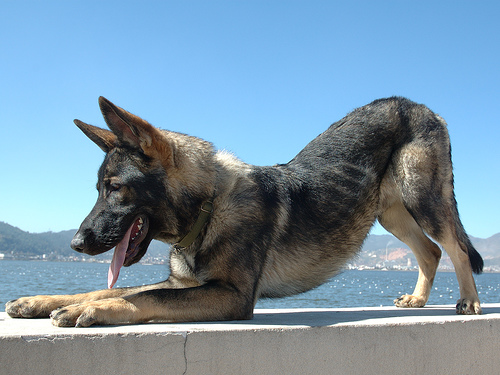
쿤밍견

쿤밍견(중국어: 昆明犬 Kūnmíng quūn, 영어: Kunming dog)은 1950년대 중국 쿤밍시에서 현지 개(늑대개 잡종 포함)와 교배된 저먼 셰퍼드로부터 개발된 늑대개 품종의 사역견이다. 2007년에 품종으로 인정받았다. 출신국에서는 경찰과 군에서 자주 사용하며, 해외 여러 나라로 수출되기도 했다. 중국에서 개발되어 국제적으로 인정받는 유일한 사역견 품종이다. 노란색과 검은 털이 있다. 쿤밍견은 또한 많은 임무를 수행하는 데 사용된다. 여기에는 마약 및 폭발물에서 방출되는 냄새 발견, 유해 발견, 인명 구조 등이 포함되지만 이에 국한되지는 않는다. 수컷 쿤밍개는 일반적으로 키가 60~75cm이고 암컷 쿤밍개는 평균 키가 60~65cm로 약간 작다.